# Кзыл-Болгар
Кзыл-Болгар — село в Чистопольском районе Татарстана. Входит в состав Татарско-Толкишского сельского поселения.

## География
Находится в центральной части Татарстана на расстоянии приблизительно 10 км по прямой на юг от районного центра города Чистополь вблизи автомобильной дороги Чистополь-Нурлат.

## История
Основано в 1930-х годах.

## Население
Постоянных жителей было: в 1938 — 500, в 1949 — 449, в 1958 — 339, в 1970 — 331, в 1979 — 260, в 1989 — 199, в 2002 — 165 (татары 99 %), 160 — в 2010.